# Game of Thrones-museet
Game of Thrones-museet (kroatiska: Muzej Igre prijestolja) är en utställning och museum i Split i Kroatien. Det invigdes i maj 2019 och är beläget på gatuadressen Bosanska 9 i den norra delen av Splits världsarvslistade historiska stadskärna som bland annat består av det forna romerska Diocletianus-palatset.

## Bakgrund och beskrivning
Flera platser i Kroatien, däribland Dubrovnik (Gamla stan, Lokrum och Trsteno arboretum), Klis (Klisfästningen), Split (Diocletianus-palatset och dess källare), Šibenik och Trogir, har använts som inspelningsplatser för den prisbelönta amerikanska TV-serien Game of Thrones som sändes åren 2011–2019. Kultserien nådde stor popularitet och fick stort globalt genomslag vilket ledde till att inspelningsplatser runt om i världen attraherat och fortfarande attraherar fans av Game of Thrones. På flera av inspelningsplatserna i Kroatien finns kopior av rekvisita som påminner om att den specifika platsen varit kuliss för TV-serien.
År 2019 öppnade Kroatiens första Game of Thrones-museum i Split. På en utställningsyta som uppgår till 300 kvadratmeter och består av fem temarum finns över 100 föremål som bland annat speglar scener och karaktärer från TV-serien.